# Syncomistes kimberleyensis
Syncomistes kimberleyensis é uma espécie de peixe da família Terapontidae.
É endémica da Austrália.